# Diga della Dixence
La diga della Dixence è una diga a contrafforti situata in Svizzera, nel Canton Vallese in fondo alla val d'Herens.

## Descrizione
Inaugurata nel 1935, ha un'altezza di 87 metri, e il coronamento è lungo 459 metri. Il volume della diga è di 421.000 metri cubi.
Questa diga fino a fine anni cinquanta era utilizzata per produrre energia idroelettrica, ma in seguito alla costruzione della diga della Grande Dixence, (alta 198 metri in più), è andata sommersa, e talvolta quando il livello del lac des Dix è basso è possibile vedere il vecchio sbarramento un centinaio di metri dietro al nuovo.
Il lago che creava lo sbarramento era l'Ancien lac des Dix ha un volume massimo di 50 milioni di metri cubi. Lo sfioratore ha una capacità di 23 metri cubi al secondo.

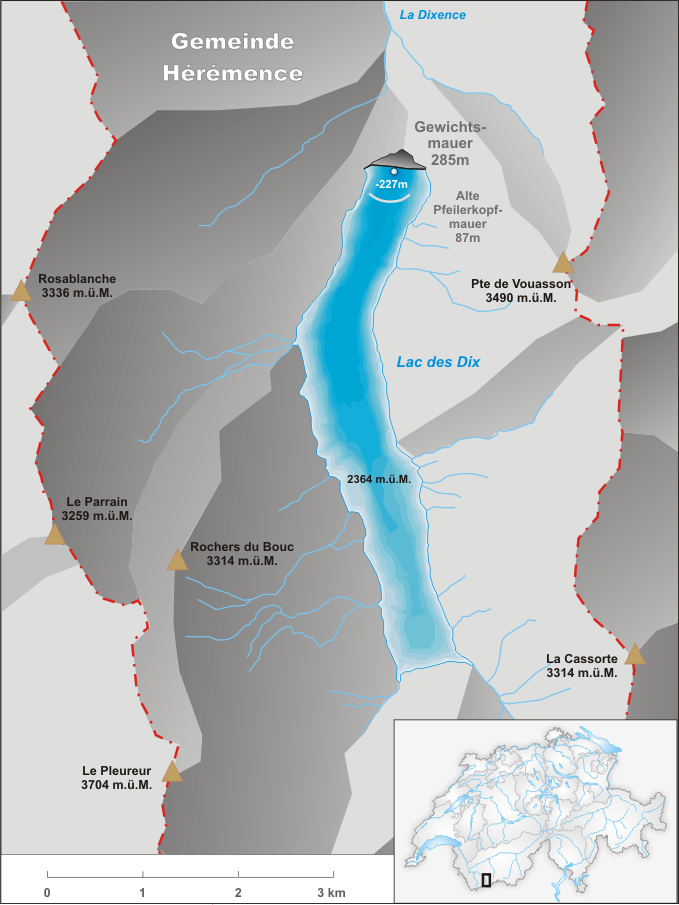
Mappa del nuovo lago, la diga è il segno bianco nel lago